# 오가와촌 (와카야마현)
오가와촌(小川村)은 와카야마현 가이소군에 설치되었던 촌이다. 현재의 기미노정 남동부에 해당한다.

## 역사
- 1889년 4월 1일 - 정촌제 시행에 의해 7개촌의 구역을 가지고 성립하였다.
- 1896년 4월 1일 - 아마군, 나구사군과 합병해 가이소군이 되었다.
- 1955년 4월 10일 - 노가미정과 합병해, 새로운 노가미정이 성립하여, 동일 오가와촌은 폐지되었다.

## 참고문헌
- 角川日本地名大辞典 30 和歌山県